# Oulego
Oulego (llamada oficialmente San Miguel de Oulego) es una parroquia y un lugar del municipio español de Rubiana, en la provincia de Orense, Galicia.

## Geografía
Oulego es un pueblo que comprende el núcleo central, y el barrio de Valdesobreira, que se encuentra situado en la carretera un poco antes de llegar a Oulego. Está enclavado en la Sierra de la Lastra, recientemente catalogada como zona protegida debido a su especial vegetación de bosque mediterráneo. El pueblo está enclavado en un valle rodeado por bosques de castaños. Cabe destacar su gran tradición de pueblo agrícola y ganadero, siendo una de los pueblos con mayor masa de castaños, comprendidos en las zonas de (O Val) (As Filgueiras)

## Organización territorial
La parroquia está formada por una entidad de población:
- Oulego

## Demografía
Gráfica demográfica del lugar y parroquia de Oulego según el INE español:
| Gráfica de evolución demográfica de Oulego entre 2000 y 2023 |
|                                                              |
| Datos según el nomenclátor publicado por el INE.             |

## Festividades
Las fiestas que se celebran son: San Miguel y El Carmen, siendo importante la tradición de los bolos en las fiestas de San Miguel.